# 韦拉讷
韦拉讷（法語：Véranne，法語發音：[veʁan]）是法国卢瓦尔省的一个市镇，属于圣艾蒂安区。

## 地理
韦拉讷（45°22'6"N, 4°39'46"E）面积15.96 平方千米，位于法国奥弗涅-罗讷-阿尔卑斯大区卢瓦尔省，该省份为法国中南部省份，北起顺时针与索恩-卢瓦尔省、罗讷省、伊泽尔省、阿尔代什省、上盧瓦爾省、多姆山省和阿列省接壤。
与韦拉讷接壤的市镇（或旧市镇、城区）包括：鲁瓦塞、科隆比耶、杜瓦济约、圣阿波利纳尔。

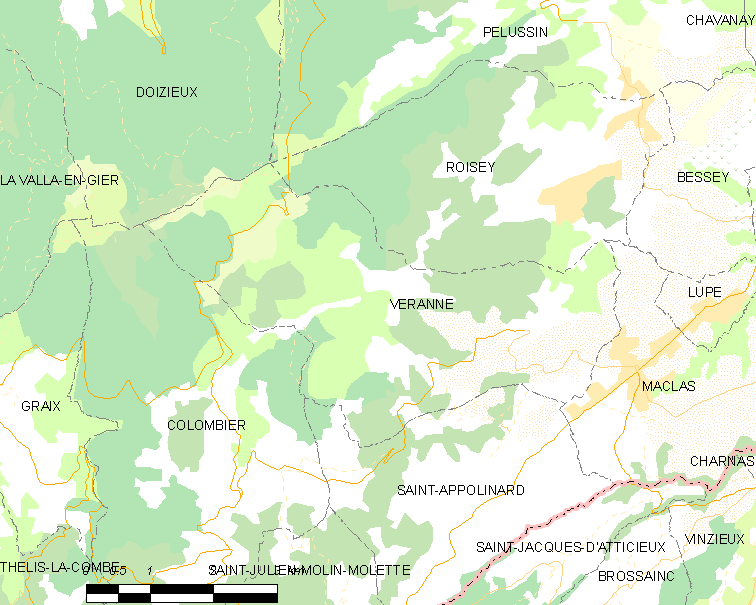
韦拉讷的OSM定位图

韦拉讷的时区为UTC+01:00、UTC+02:00（夏令时）。

## 行政
韦拉讷的邮政编码为42520，INSEE市镇编码为42326。

## 政治
韦拉讷所属的省级选区为勒皮拉县。

## 人口

1962-2008年间韦拉讷人口变化图示

韦拉讷于2022年1月1日时的人口数量为917人。